# Ordre de Nouvelle-Zélande
L'ordre de Nouvelle-Zélande (en anglais : Order of New Zealand) est la distinction la plus élevée dans le système néo-zélandais. Elle est créée en février 1987 par la reine Élisabeth II afin de récompenser des « services extraordinaires auprès de la Couronne ».

## Récipiendaires
- Douglas Lilburn
- Peter Jackson
- Richie McCaw
- Edmund Hillary
- Mike Moore
- Clarence Edward Beeby
- Janet Frame